# Paul Pierné
Paul Pierné (* 30. Juni 1874 in Metz; † 24. März 1952 in Paris) war ein französischer Komponist.
Der Cousin von Gabriel Pierné studierte am Conservatoire de Paris bei Georges Caussade und Charles Lenepveu und gewann 1904 den Second (zweiten) Prix de Rome. Er war Organist an St-Paul-St-Louis in Paris.
Neben zwei Opern und mehreren Balletten komponierte er zwei Sinfonien, eine sinfonische Dichtung, ein Konzert für Oboe, Cello und Orchester, kammermusikalische Werke, Klavier- und Orgelstücke sowie eine Messe, ein Oratorium und Chorwerke.
| Personendaten    | Personendaten           |
| ---------------- | ----------------------- |
| NAME             | Pierné, Paul            |
| KURZBESCHREIBUNG | französischer Komponist |
| GEBURTSDATUM     | 30. Juni 1874           |
| GEBURTSORT       | Metz                    |
| STERBEDATUM      | 24. März 1952           |
| STERBEORT        | Paris                   |